# Antti Pehkonen
Antti Pehkonen (Mariestad, 4 de março de 1982) é um futebolista finlandês.